# Kőrises égerláp
A kőrises égerláp (Fraxino pannonicae-Alnetum) az égeres láperdőre emlékeztető növénytársulás.

## Előfordulása, elterjedése
A Kárpát-medencében a társulás reliktum jellegű; főleg az ősi, Duna-völgyi tőzegesekben, illetve a turjánvidékeken fordul elő. A lecsapolások eredményeképpen nagyon visszaszorult; maradványai a Duna–Tisza közén és Belső-Somogyban figyelhetők meg.

## Jellemző növényei
Lombkoronaszintjében – amint ezt a társulás neve is mutatja – a magyar kőris (Fraxinus angustifolia ssp. pannonica) és az enyves éger (Alnus glutinosa) dominál.
Aljnövényzetében gyakori a szálkás pajzsika (Dryopteris carthusiana).
A tócsákban, időszakos elöntésekben tenyésző fajok:
- békaliliom (Hottonia palustris),
- sás (Carex spp.),
- tőzegpáfrány (Thelypteris palustris),
- mocsári nőszirom (Iris pseudacorus).